# H2 (DBMS)
H2 es un sistema administrador de bases de datos relacionales programado en Java. Puede ser incorporado en aplicaciones Java o ejecutarse de modo cliente-servidor. Una de las características más importantes de H2 es que se puede integrar completamente en aplicaciones Java y acceder a la base de datos lanzando SQL directamente, sin tener que pasar por una conexión a través de sockets.
Está disponible como software de código libre bajo la Licencia Pública de Mozilla o la Eclipse Public License.
Sus principales competidores son Derby (java), HSQLDB (java), MySQL, PostgreSQL, etc.

## Historia
El desarrollo de H2 comenzó en el mayo de 2004, pero no fue publicado hasta el 14 de diciembre del 2005. El autor principal de H2, Thomas Mueller, fue también el desarrollador de Hypersonic SQL. En 2001 comenzó a trabajar en la empresa PointBase Inc, donde escribió código para PointBase Micro, una base de datos comercial basada en Java SQL. En ese punto abandonó el desarrollo de Hypersonic SQL. Posteriormente se formó el  grupo HSQLDB para continuar el proyecto inicial de Mueller. El nombre de H2 venía del hecho de que en un principio iba a ser una segunda versión de Hypersonic: Hypersonic 2, sin embargo H2 no compartió código con Hypersonic ni con el código escrito por HSQLDB. H2 se rehízo desde cero.
- Datos: Q1562670